# Холодная пайка

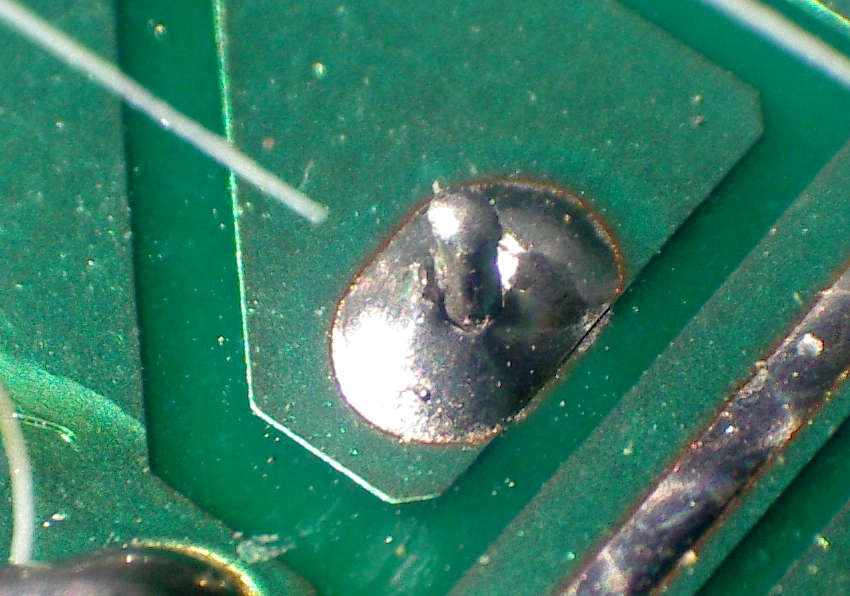
Соединение при холодной пайке

Холодная пайка (англ. Cold solder joint) — дефект пайки, при котором не образуется прочного паяного соединения (надёжного электрического контакта). 
«Холодные» соединения имеют характерную зернистую структуру и тускло-серый цвет.
Вызывается: недостаточной температурой при пайке, недостаточной адгезией паяемых поверхностей (вызванной недостаточным качеством применяемого флюса, плохой зачисткой паяемых мест), смещением паяемых элементов в процессе охлаждения. 
Холодная пайка возникает при температурах в пределах 183—220 °C. При этих температурах припой размягчается, оплавляется, но не расплавляется, диффузия металлов не происходит на достаточном уровне, поэтому прочность соединений при холодной пайке очень низкая.
Иногда холодная пайка может возникнуть и при нормальной температуре припоя, но если печатная плата неправильно спроектирована: имеет обширные участки фольги с обеих сторон сквозного металлизированного отверстия. Это резко повышает теплоотвод, и припой, и выводы детали не прогреваются должным образом: для предотвращения этого, устраивается термобарьер - то есть в пределах обширных сплошных полей, устраивается стандартная контактная площадка с отверстием, окруженная отсутствием фольги, но соединённая с полем 2-4 дорожками-перемычками.

Пример термобарьера для предотвращения холодной пайки (монтажное переходное отверстие справа внизу).